# Wilde Westen

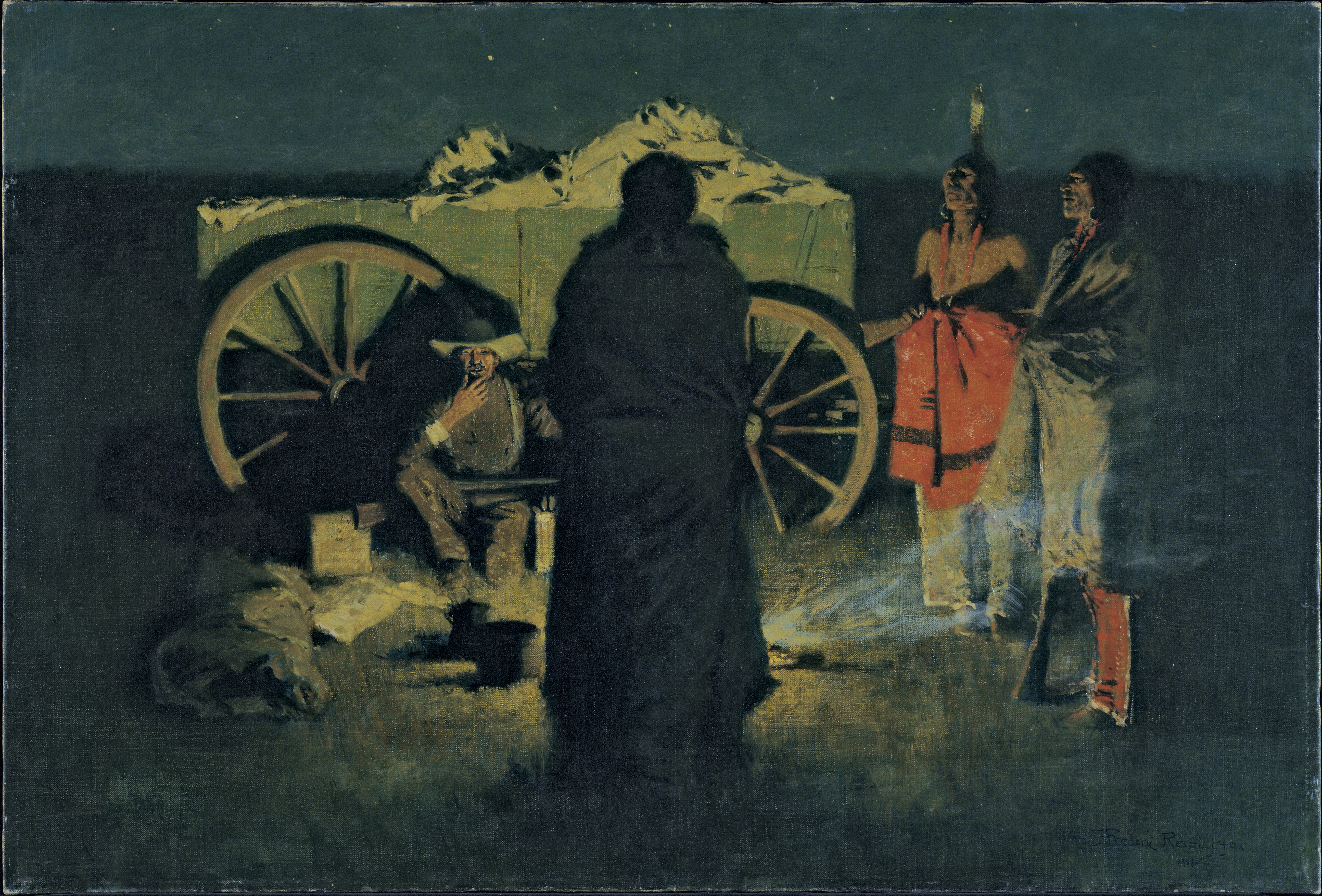
Shotgun Hospitality, schilderij uit 1908 door Frederic Remington.

Het Wilde Westen (ook wel American frontier of Old West genoemd) was de pionierssamenleving die tot ongeveer 1900 in het westen van de Verenigde Staten bestond. In de 19e eeuw wisten de Verenigde Staten nieuwe gebieden te verwerven door de aankoop van Louisiana en de oorlog met Mexico. Hierna trokken veel kolonisten naar het westen om zich daar te vestigen en werden nieuwe staten gesticht. Met name de Homestead Act uit 1862, waarbij mensen goedkoop aan land konden komen, heeft een grote rol gespeeld. De kolonisatie ging ten koste van de oorspronkelijke bewoners, de Indianen, waarmee meerdere oorlogen zijn gevoerd.
De verhalen en de vaak bijbehorende legendevorming waren al in de 19e eeuw een dankbaar onderwerp voor fictie en zouden later in de filmwereld veel gebruikt worden in westernfilms.

## Periode en locatie

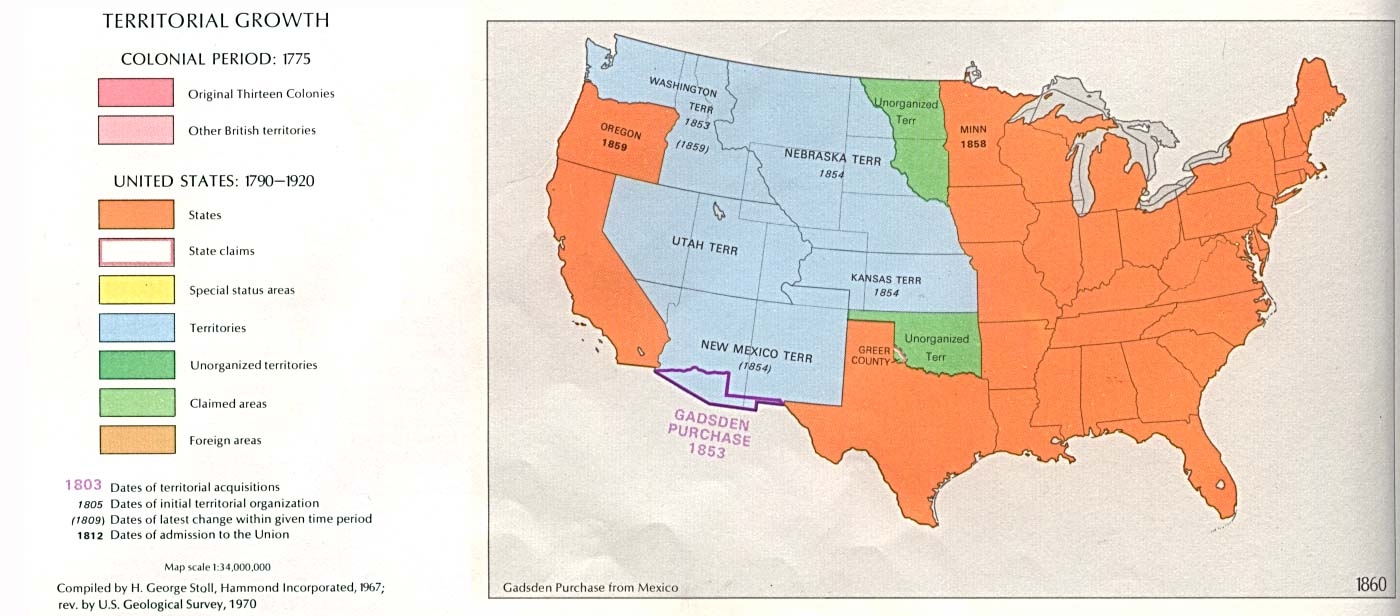
Groei van de VS, 1850–1860

De periode waarin het Wilde Westen bestond, eindigde rond 1900. Wanneer deze begon is afhankelijk van de definitie. Zo was er al een opmars van kolonisten die in de 17e eeuw vanuit de Dertien koloniën aan de oostkust naar het westen trokken. Hierbij vonden al slagen met de Indianen plaats. Een andere definitie gaat uit van de periode na de Amerikaanse Burgeroorlog toen de opmars naar het westen pas echt op gang kwam.
Ook de begrenzing van het Wilde Westen is onderdeel van debat. Een definitie stelt dat het om het gebied ten westen van de Mississippi gaat waar minder dan twee Amerikanen per vierkante mijl woonden. Waar de beschaving ophield. De grens van het Wilde Westen schoof dan ook langzaam op naar het westen naarmate meer kolonisten oprukten en boerderijen en steden stichtten en er langzaam meer beschaving en gezag kwam. Een andere definitie die gehanteerd wordt, gaat uit van al het gebied ten westen van 98° westerlengte. Deze breedtegraad loopt dwars door North Dakota, South Dakota, Nebraska, Kansas, Oklahoma en Texas. De staten Californië en Oregon aan de westkust worden niet altijd tot het Wilde Westen gerekend omdat deze al voor het uitbreken van de burgeroorlog bestonden, zie de kaart. Verder werden gebieden ten oosten van de Mississippi, zoals Kentucky en Tennessee, in de 18e eeuw ook als frontier gezien.

## Het begin

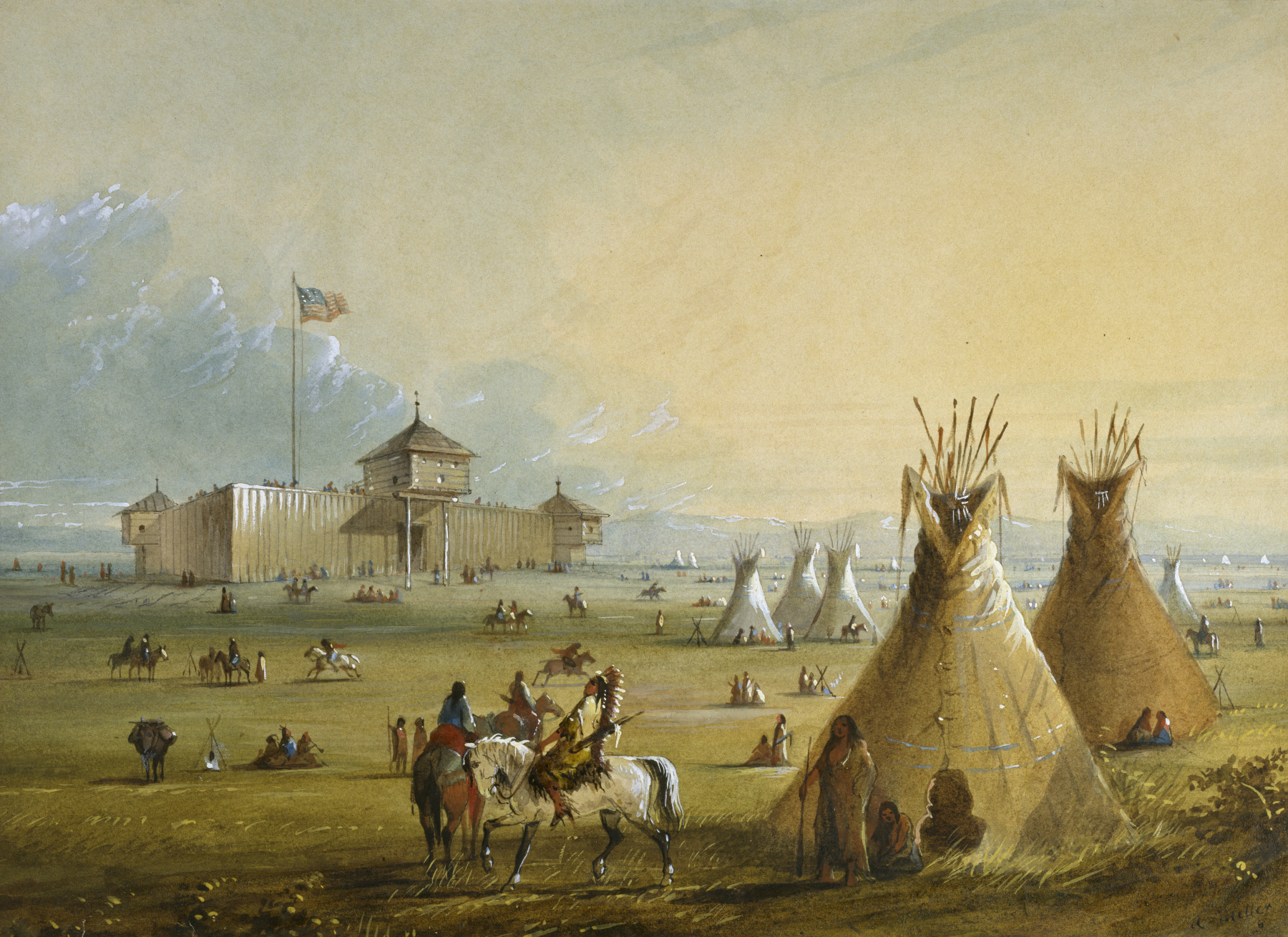
Fort Laramie was al in 1834 een vooruitgeschoven handelspost.

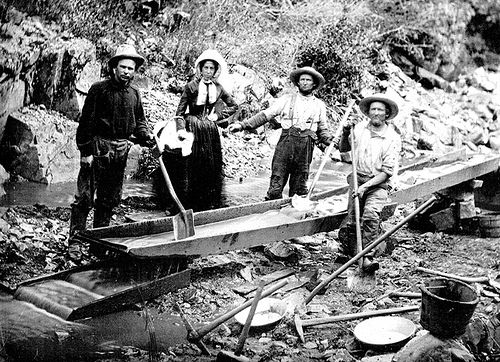
Goudzoekers in Californië, in 1850. Deze foto is mogelijk genomen op de dag dat Californië toetrad als staat van de VS.

De trek naar het westen kwam al op gang na de Amerikaanse Onafhankelijkheidsoorlog (1775-1783) waarbij kolonisten over de Appalachen trokken om boerderijen op te zetten en op pelsdieren te jagen. Het beleid van de overheid van de Verenigde Staten was er toen al op gericht om mensen westwaarts te vestigen. In deze tijd woonden er zo'n twee miljoen Indianen, die per regio een eigen cultuur, religie en taal hadden. Zij vormden geen gezamenlijke eenheid. Ook de levenswijze verschilde sterk. Sommige stammen waren nomaden, anderen waren sedentair. Paarden kwamen toen nog niet voor in het gebied, want deze werden geïntroduceerd door de Europeanen. Voor de Indianen was de Amerikaanse bizon een belangrijke voedselbron en ook de huiden en hoorns werden gebruikt.
De westgrens van de Verenigde Staten werd verlegd met de aankoop van Louisiana waarmee het land zijn grondgebied verdubbelde. Nu hoorde het westelijk stroomgebied van de Mississippi tot aan de Rocky Mountains, inclusief de Great Plains bij de Verenigde Staten. Het middenzuiden hoorde oorspronkelijk bij Mexico maar werd met de Texaanse Onafhankelijkheidsoorlog (1835-1836) en de daarop volgende toetreding van Texas in 1845 en de Mexicaans-Amerikaanse Oorlog (1846-1848) toegevoegd aan de VS.
Tijdens de Mexicaans-Amerikaanse oorlog vreesden de Amerikaanse bewoners van het toen nog bij Mexico behorende Alta California dat ze verjaagd zouden worden. Om deze reden riepen ze in 1846 de eigen Republiek Californië uit en drie weken later traden ze als staat toe tot de Verenigde Staten. In 1848 werd in het noorden van Californië goud ontdekt waarna de Californische goldrush op gang kwam. Dit leidde tot een grote toestroom van gelukszoekers. Velen kwamen vanuit de oostelijke staten via het California Trail maar ook via andere routes door Midden-Amerika. Het waren niet alleen Amerikanen maar ze vormden wel de meerderheid. Het landeigenaarschap was door de lokale overheid niet goed geregeld en dus regelden ze het zelf.
De Mormonen, die vanwege hun opvattingen in de delen van de VS vervolgd werden, trokken in de periode tussen 1846 en 1869 vanuit het oosten naar de Great Salt Lake Valley waar ze de stad Salt Lake City hebben gesticht, waar nog steeds de hoofdzetel van hun kerk gevestigd is. In totaal hebben destijds zo'n 70.000 gelovigen deze 1500 km lange Mormon Trail afgelegd. Van 1857 tot 1858 vond de Utah War plaats waarbij de Mormonen in gevecht raakten met het Amerikaanse leger. Hierna zou een langdurige onderhandeling met de Amerikaanse overheid volgen om van het gebied een staat te maken. Dit zou tot 1896 duren, waarna Utah als staat toetrad tot de VS.
In 1860 werd de Pony Express in gebruik genomen. Deze route van Missouri naar Sacramento in Californië, waarbij ruiters elkaar in estafette aflosten, maakte het mogelijk om in tien dagen tijd een bericht of poststuk naar de westkust te sturen. De Pony Express heeft slechts achttien maanden bestaan, tot hij overbodig werd door de aanleg van een telegraaflijn.

## De burgeroorlog

The Last Spike werd geslagen in 1869, waarmee de treinverbinding tussen de west- en oostkust een feit was. Met de aanleg van de Transcontinental Railroad werd pas tijdens de burgeroorlog begonnen. Eerder kon niet doordat de zuidelijke staten dit tegenhielden.

Halverwege de 19e eeuw ontstond een politieke patstelling tussen de noordelijke en de zuidelijke staten. De zuidelijke staten leefden van de landbouw, vaak door slaven uitgevoerd, en vreesden concurrentie uit het noorden. Ook speelde het debat of slavernij in de gehele VS verboden moest worden en de zuidelijke slavenstaten wisten dit lange tijd te blokkeren. Ze vreesden dat nieuwe staten zich tegen de slavernij zouden keren. Om deze reden bleef de trek naar het westen beperkt. Voor nieuwe staten die wel in het westen werden gesticht moest bepaald worden of ze slaven mochten houden, wat met lastige compromissen werd bereikt.
In 1861 brak de burgeroorlog uit. Dit was net nadat de staat Kansas was toegevoegd, waarbij de vraag of dit een slavenstaat zou worden met een bloedig conflict was beslecht. Tijdens de oorlog konden de noordelijke staten (de Unie) hun eigen politiek voeren. In 1862 nam president Abraham Lincoln de Homestead Act aan die kleine boeren de mogelijkheid gaf om goedkoop (soms gratis) land te verwerven in de westelijke gebieden. Ook begon men met de aanleg van de Transcontinental Railroad die het oosten met de westkust zou verbinden. Nog tijdens de oorlog werd de staat Nevada gesticht omdat hier goud gevonden was.

## Indianenoorlogen
Na de burgeroorlog, waarbij de noordelijke staten wonnen, kwam de westelijke expansie pas echt op gang. Miljoenen immigranten uit Europa kwamen naar de VS om een nieuw bestaan op te bouwen. Door de Homestead Act kwamen grote groepen immigranten zich op de Great Plains vestigen. Ze trokken vaak door gebieden die al door Indianen bevolkt werden en werden vaak door hen aangevallen. Het Amerikaanse leger bouwde daarom steunpunten en forten om de immigranten te beschermen.
Toen de kolonisten via het Bozeman Trail en het Oregon Trail door gebieden trokken waar ze volgens een eerder verdrag niet mochten komen en ook het goudzoekersstadje Deadwood stichtten, verklaarde indianenleider Red Cloud hen de oorlog. Hij wist de Lakota's en een deel van de Cheyennes en Arapaho's te verenigen en nam het met een guerrillaoorlog twee jaar tegen de Amerikanen op. Toen hij een groep Amerikaanse soldaten wist te gijzelen in Fort Laramie, had hij een onderhandelingspositie waarmee het Verdrag van Fort Laramie tot stand kwam. Een groot gebied in het tegenwoordige South Dakota, Montana en Wyoming, inclusief de heilige Black Hills, zou vanaf toen verboden gebied worden voor alle kolonisten.

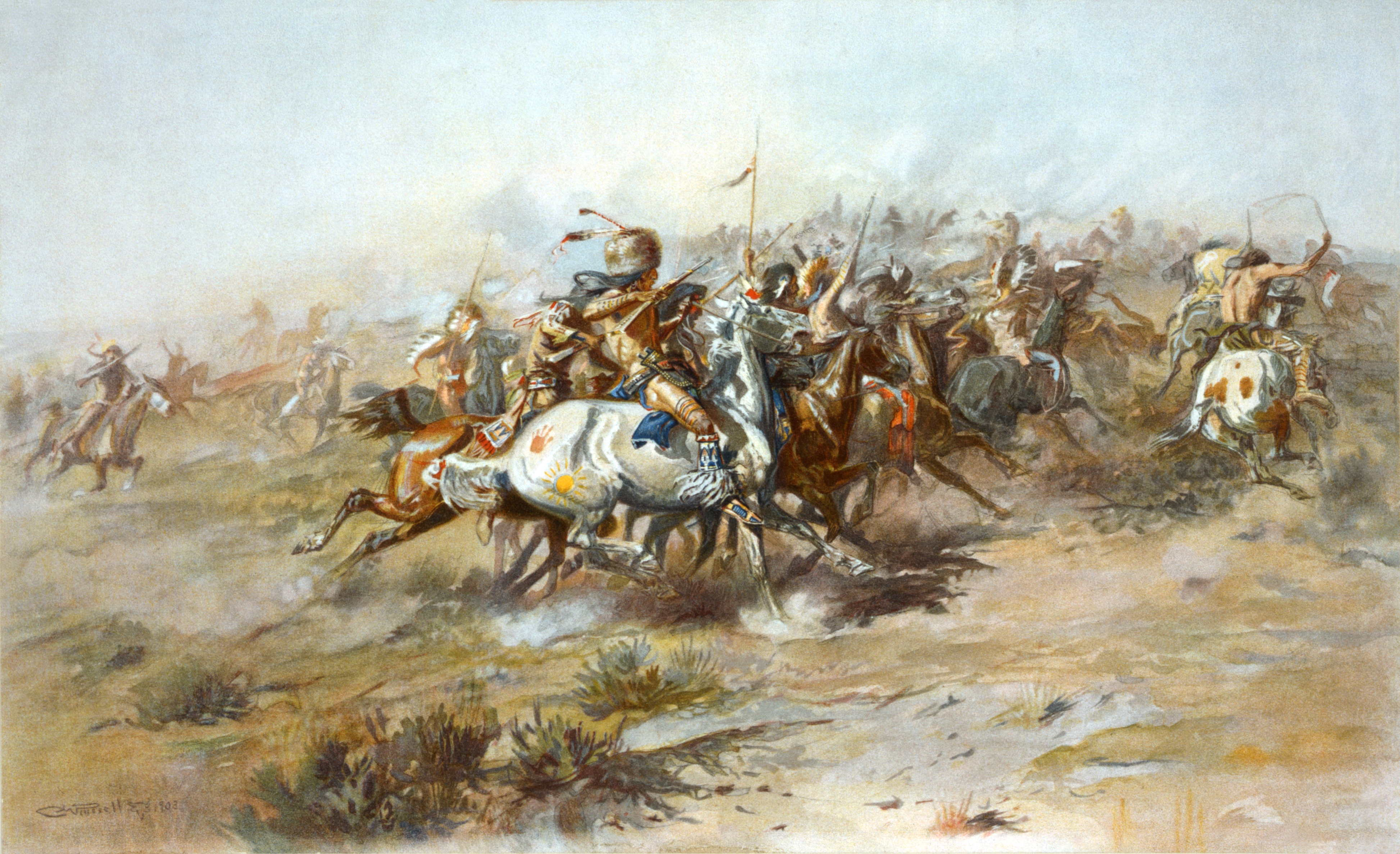
De Slag bij de Little Bighorn, de laatste grote overwinning van de Indianen. Hier uitgebeeld door Frederic Remington.

In 1873 raakte de Amerikaanse economie in een crisis. Rond dezelfde tijd bevestigde een expeditie onder leiding van generaal Custer dat er in de Black Hills goud gevonden was. Steeds meer goudzoekers en mijnwerkers trokken het gebied in waardoor een nieuwe strijd ontstond. Onder leiding van de opperhoofden Sitting Bull, Crazy Horse en Touch the Clouds werden pogingen gedaan om de kolonisten te verdrijven. In 1876 vond de Slag bij de Little Bighorn plaats waarbij een volledige Amerikaanse legereenheid, inclusief generaal Custer, gedood werd. Een reactie van de Amerikanen kon hierna niet uitblijven en meer Amerikaanse soldaten trokken het gebied binnen. Het Indiaanse verzet werd alsnog gebroken. De genadeslag tegen de Lakota's kwam met het Bloedbad van Wounded Knee in 1890.
De Indianen hebben zwaar het onderspit gedolven. Niet alleen stierven velen van hen tijdens de vele slagen met de Amerikanen, waarbij ze steeds meer gebied kwijtraakten. Ook werd hun belangrijkste voedselbron, de bizon, bijna uitgeroeid en stierven ze massaal aan ziektes die de Europeanen meebrachten en waar ze geen afweer tegen hadden. De Indianen werden langzaamaan gedwongen om in reservaten te leven en werden vaak ook nog afhankelijk van voedsel van de Amerikaanse overheid. Afgesproken regelingen met de Indianen werden vaak opnieuw heronderhandeld waarbij de Indianen weinig mogelijkheden tot onderhandelen hadden.
Geronimo was een van de laatste en meest gevreesde Indianenleiders die zich pas in 1896 overgaf. Hij zou na zijn gevangenschap zijn laatste jaren in een Indianenreservaat doorbrengen.

## Cowboys en vee
In Texas ontstond een nieuw beroep, de cowboy. Deze mannen dreven de koeien, wanneer ze groot genoeg waren om verhandeld te worden, van de ranches naar de treinstations in Kansas. Dit waren lange barre tochten, zoals het Chisholm Trail, die maandenlang konden duren. De eerste cattle drive ging van start in 1866, toen nog helemaal naar Wyoming. De cattle drives waren niet zonder gevaar. Onderweg was er de dreiging van vijandige Indianen, veedieven, honger en dorst. Wellicht waren de koeien zelf het grootste gevaar omdat ze de cowboys konden verpletteren. Langs de spoorlijnen ontstonden steden waar de koeien werden ingeladen, de Cattle towns. In deze steden werden dan weer saloons geopend met gokgelegenheden en bordelen.

## Misdaad

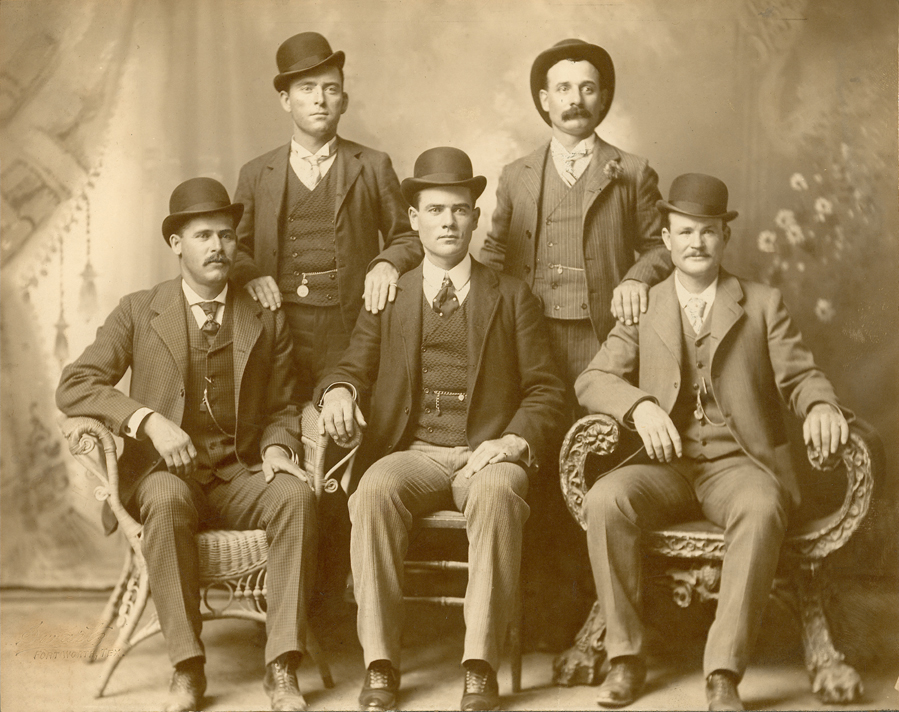
De Wild Bunch poseert trots nadat ze net een bank hebben overvallen. Een kopie van de foto zou gevonden worden door iemand van de Pinkerton National Detective Agency en het uitgeknipte hoofd van Butch Cassidy (rechtsonder) werd op Wantedposters afgedrukt.

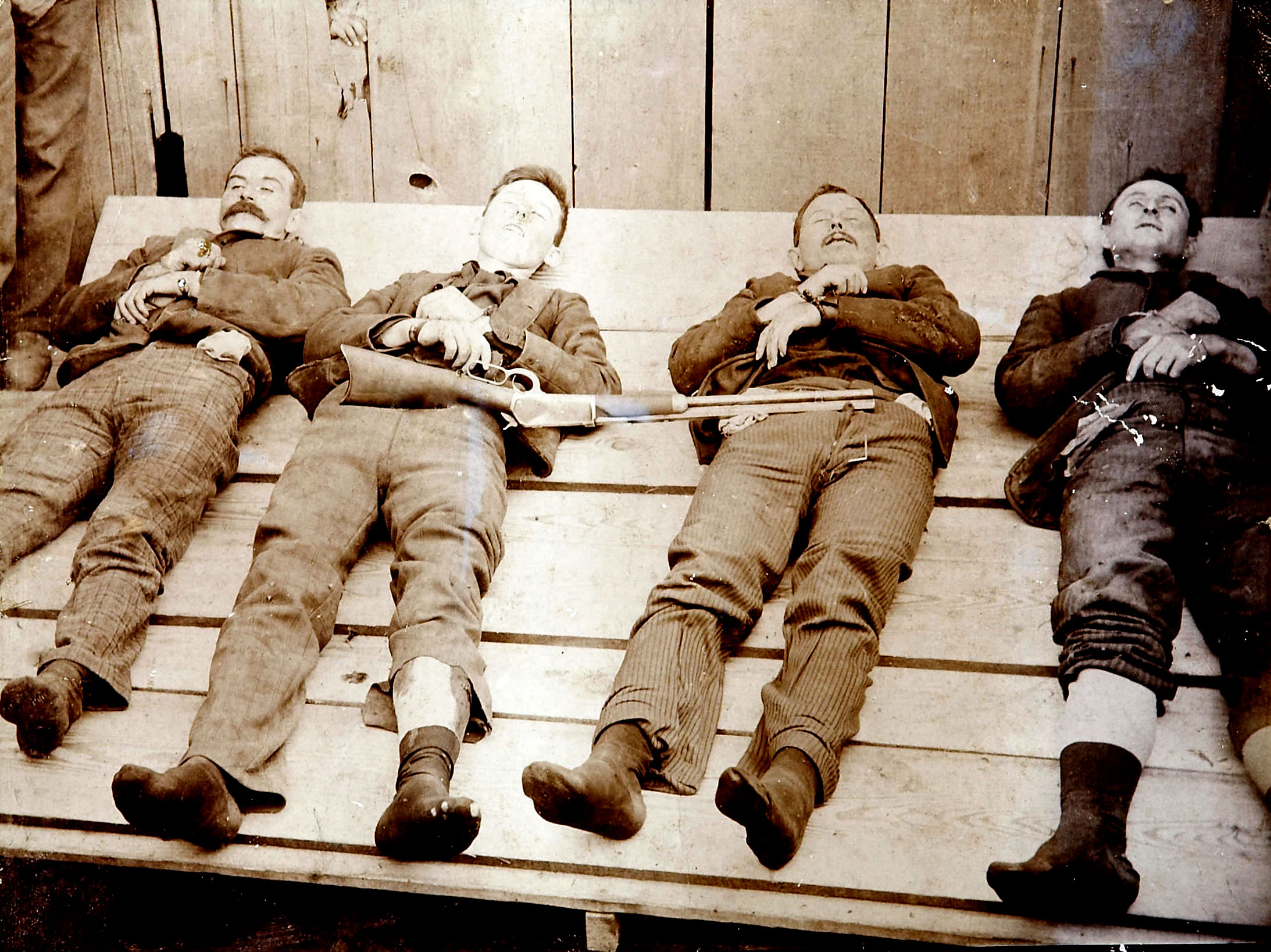
De laatste leden van de Daltonbende. Gevreesde criminelen werden als ze gedood waren, vaak gefotografeerd om zo iedereen te tonen dat ze echt dood waren, en zo de angst weg te nemen.

In de nieuwe steden moest ook de wet gehandhaafd worden. Aangezien de overheid het gezag vaak nog niet gevestigd had moest dit door de lokaal gekozen sheriff gedaan worden. Dit ging vaak goed, maar niet altijd. Zo waren steden als Dodge City (Kansas) en Deadwood (South Dakota) tijdelijk gevaarlijke plekken waar de wet niet gehandhaafd werd. Ook in Tombstone vond het legendarische vuurgevecht bij de O.K. Corral plaats waar onder anderen Wyatt Earp bij betrokken was.
Het beeld dat het Wilde Westen rechteloos was, klopt overigens niet. De overheid deed veel moeite om het gezag te handhaven, zo ook gesteund door het leger en de United States Marshals Service. Om daders te vangen werden premies uitgeloofd waardoor private premiejagers de jacht openden. Zo ook het Pinkerton National Detective Agency dat onder andere op de Daltonbende joeg. Deze premiejagers waren vaak bikkelhard en deinsden er niet voor terug om getuigen en zelfs ouders van voortvluchtigen met geweld tot het geven van informatie te dwingen. Het beroep van premiejager was uiteraard zelf ook een gevaarlijke aangelegenheid.
De bende van Butch Cassidy en zijn vriend The Sundance Kid was met hun bende The Wild Bunch zeer succesvol in het beroven van banken en treinen. Ze verborgen zich vaak in hun blokhut in de Hole-in-the-Wall-pass in Wyoming. De bende was zo succesvol omdat ze niet alleen de beroving tot in de puntjes regelden maar ook de ontsnapping. Ze waren hun achtervolgers altijd een stap voor. Uiteindelijk zouden ze toch in de val lopen en gedood worden, mede doordat hun foto's overal werden opgehangen en ze dus niet meer anoniem in een stad konden verschijnen. Twee leden, The Sundance Kid en zijn vrouw, vertrokken naar Zuid-Amerika en leefden een tijd van hun geroofde geld maar toen ze weer gingen roven, werden ze in Bolivia gedood.

## Ranchoorlogen
Doordat vele kolonisten zich in de nieuwe gebieden vestigden, ontstond een nieuw conflict. De homesteaders werden door de grote rancheigenaren gezien als concurrenten. Toen in 1873 het prikkeldraad werd uitgevonden kon iedereen zijn gebied afzetten, wat er toe leidde dat ranchers hun vee niet zomaar meer op andermans land konden laten grazen. Een mooi voorbeeld was de Oklahoma Land Rush, waarbij op min of meer één dag in 1889 een groot deel van het land van de nieuw te vormen staat Oklahoma werd verdeeld onder nieuwe homesteaders. Er braken zogenoemde ranchoorlogen uit.
Een beruchte ranchoorlog was de Johnson County War in Wyoming. In april 1892 ging een trein op pad met een groep gehuurde gunslingers en journalisten om in Buffalo een groep van 70 koedieven op te pakken. Het liep uit op een bloedig fiasco toen de groep besloot om onderweg eerst de leider van de dieven, Nate Champion, op te pakken. Champion werd gedood maar vanuit het gealarmeerde Buffalo kwam een groep van 400 sympathisanten op het gevecht af en een langdurig gevecht volgde. Dit was zo hevig dat president Benjamin Harrison de cavalerie persoonlijk beval om in te grijpen. Er zouden na die tijd nog meer gevechten plaatsvinden in de regio. Mogelijk door het dagboek dat Nate Champion had bijgehouden, veranderde de publieke opinie en werden juist de ranchers als de kwaden gezien, terwijl zij juist alles hadden gedaan om hun eigen goed te regelen.
Mogelijk de bloedigste strijd was de Lincoln County War in New Mexico waarin ook Billy the Kid deelnam. Twee mensen, James Dolan en Lawrence Murphy, beheersten de volledige economie in de county en stonden geen concurrentie toe. Ook hadden ze de sheriff aan hun kant. Hun tegenstanders waren Alexander McSween, John Chisum en John Tunstall. In 1878 sloeg de vlam in de pan toen Tunstall een poging deed tot bemiddeling en werd doodgeschoten. Hierna werd er over en weer tussen de partijen gemoord. Het huis van McSween werd belegerd en in brand gestoken en toen McSween probeerde te vluchten, werd hij ook gedood. Billy the Kid wist echter wel weg te komen. Hierna zou er nog een tijd doorgevochten worden. Billy the Kid werd opgepakt, opgesloten, waarna hij ontsnapte. Hij werd opgespoord en gedood.

## Show
In het oosten van de VS waren de gebeurtenissen in het westen een geliefd onderwerp voor de kranten en legendarische gebeurtenissen werden (vaak door de betrokkenen zelf) op het toneel nagespeeld. Zo zou sheriff Wild Bill Hickok een tijdlang op tournee gaan door de VS om zijn vuurgevechten na te spelen. Ook de moordenaars van crimineel Jesse James speelden hun moord nog jarenlang na op het toneel. Buffalo Bill was een verkenner die zijn avonturen verwerkte in een show waarmee hij zelfs in Europa opgetreden heeft.
Het Wilde Westen was een inspiratiebron voor de schilder Frederic Remington die deze periode vereeuwigde in beelden en schilderijen.

## In fictie

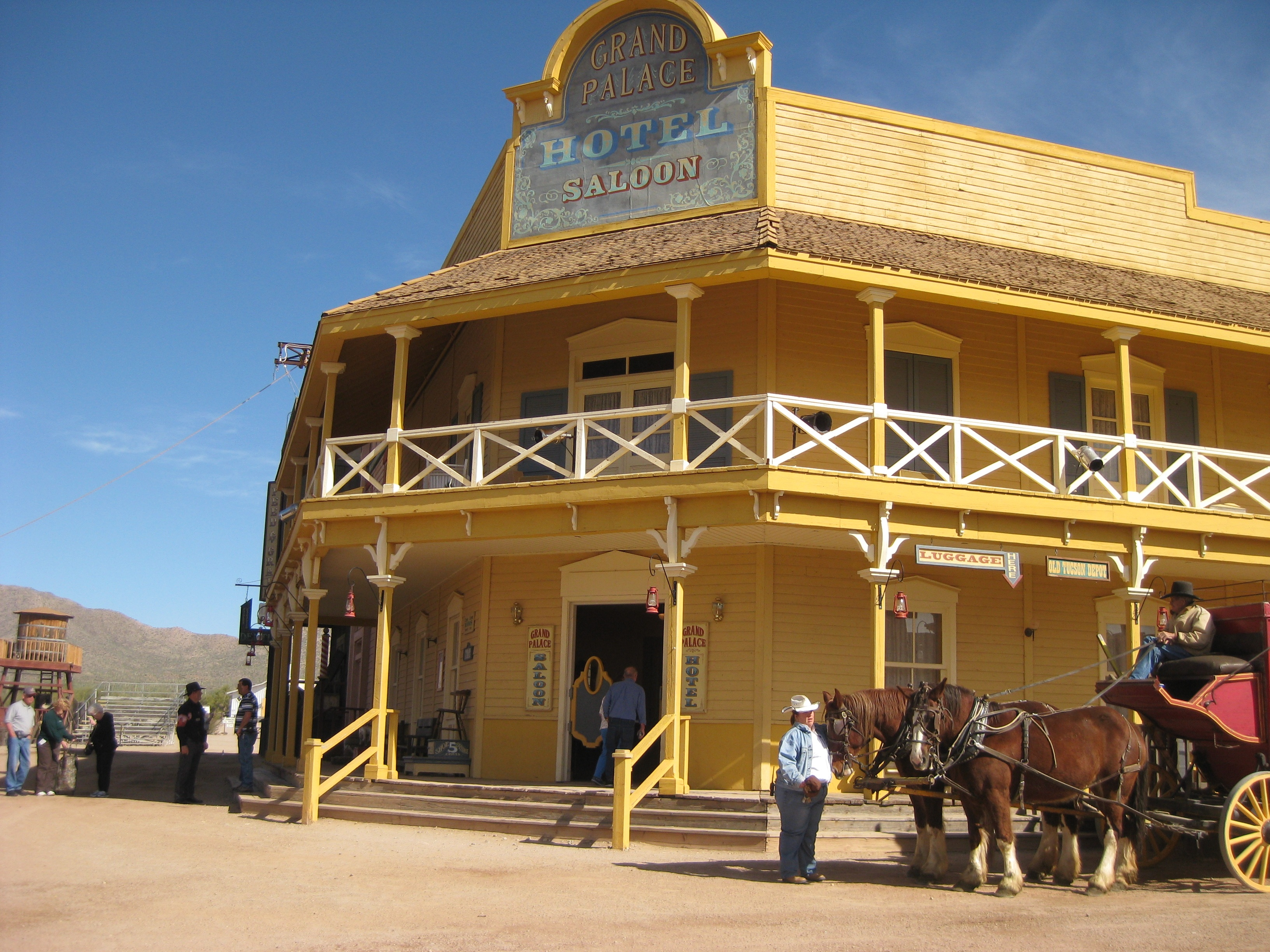
Een gebouw in de Old Tuscson Studio waar veel westernfilms zijn opgenomen.

Het Wilde Westen bleek een inspiratiebron voor veel boeken en films. Een van de meest legendarische outlaws was Billy the Kid die veel in toneelstukken opgevoerd zou worden, maar zelden met het echte verhaal. Hij werd vaak neergezet als lefgozer met een goed hart. Er werden veel uitspraken aan hem toebedeeld die hij waarschijnlijk nooit gedaan heeft. Ook hij kreeg een rol in veel films.
De Amerikaanse cinema ontdekte al snel dat het Wilde Westen een inspiratiebron was en hiermee werd de western geboren. Hier werden kleine boeren en cowboys opgevoerd die het tegen rijke landeigenaren en corrupte sheriffs opnamen. Meestal werd er geen waarheidsgetrouw beeld van het Wilde Westen getoond. Ook werd de strijd tegen de Indianen uitgebeeld als iets heldhaftigs. Lieden als Doc Holliday, Wyatt Earp en Calamity Jane werden neergezet als mensen met een hoge moraal maar waren dat in werkelijkheid nooit geweest. Pas in de tweede helft van de 20e eeuw veranderde dit beeld en ontstond de revisionistische western waarin juist de slechte kanten van het Wilde Westen werden getoond. Door de Amerikaanse films is onterecht het beeld ontstaan dat het Wilde Westen zich vooral in de woestijn afspeelde, terwijl de noordelijke staten van de Great Plains ook tot dit gebied behoorden.
De Duitse schrijver Karl May (1842-1912) is beroemd geworden door zijn vele boeken die zich afspelen in het Wilde Westen en waarin de hoofdrollen worden gespeeld door Old Shatterhand en Winnetou. Deze personen hebben nooit bestaan en Karl May is nooit in het Wilde Westen geweest. In Amerika zijn deze schrijver en zijn personages zelfs nauwelijks bekend.
Een bekend strip-personage in dit genre is Lucky Luke van de Belgische tekenaar Maurice De Bevere.